# Pávaszemes álszajkó
A pávaszemes álszajkó (Ianthocincla ocellata) a madarak osztályának verébalakúak (Passeriformes) rendjébe és a  Leiothrichidae családjába tartozó faj.

## Rendszerezése
A fajt Nicholas Aylward Vigors ír zoológus írta le 1831-ben, a Cinclosoma nembe Cinclosoma ocellatum néven. Besorolása vitatott, egyes szervezetek a Garrulax nembe sorolják Garrulax ocellatus néven.

## Alfajai
- Ianthocincla ocellatus artemisiae (David, 1871)
- Ianthocincla ocellatus griseicauda Koelz, 1950
- Ianthocincla ocellatus maculipectus Hachisuka, 1953
- Ianthocincla ocellatus ocellatus (Vigors, 1831)

## Előfordulása
Kína keleti és déli részén, Nepál, Bhután, Mianmar és India területén honos. Természetes élőhelye a szubtrópusi vagy trópusi hegyi esőerdők, mérsékelt övi erdők és cserjések. Állandó, nem vonuló faj.

## Megjelenése
Testhossza 30-33 centiméter, testtömege 104-136 gramm. Feje fekete, teste barna, fehér hegyű tollvégekkel a szárnyain.

## Életmódja
Rovarokkal, magokkal és gyümölcsökkel táplálkozik. Kisebb csapatokban a talajon közlekedik.

## Szaporodása
Fák, vagy  bokrok ágvilláiba, gallyakból építi fészkét.

## Természetvédelmi helyzete
Az elterjedési területe nagyon nagy, egyedszáma viszont csökken, de még nem éri el a kritikus szintet. A Természetvédelmi Világszövetség Vörös listáján nem fenyegetett fajként szerepel.